# Relaciones casi públicas
Relaciones casi públicas es una película española, estrenada el 2 de octubre de 1968, protagonizada por Manolo Escobar y Concha Velasco. En ella también participan José Sacristán, Rafaela Aparicio y Manuel Alexandre.

## Argumento
Marta, reportera de televisión, conoce en un pueblecito toledano a Pepe, un cantante de Jaén lleno de talento pero sin influencias para poder triunfar. Marta decide convertirse en su representante con dos condiciones: el diez por ciento de los beneficios y que la relación sea estrictamente comercial. Lo primero que Marta intenta es un accidente de automóvil en compañía de una miss, pero la noticia no tiene suficiente garra para hacer famoso a Pepe.

## Reparto
| Intérprete         | Personaje                |
| ------------------ | ------------------------ |
| Concha Velasco     | Marta                    |
| Manolo Escobar     | Pepe de Jaén             |
| José Sacristán     | Javier Solana            |
| Rubén Rojo         | Julián                   |
| Pedro Porcel       | Alcalde                  |
| Erasmo Pascual     | Aldeano                  |
| Ángel Terrón       |                          |
| Manuel Alexandre   |                          |
| Julio Peña         | Redactor del periódico   |
| Emiliano Redondo   | Dueño del bar            |
| Emilio Laguna      | Maestro de ceremonias    |
| Rafael Hernández   |                          |
| Tony Soler         |                          |
| Juan Lizárraga     |                          |
| Venancio Muro      |                          |
| Blaki              | Pianista                 |
| Eduardo Puceiro    |                          |
| Vicente Haro       | Fotógrafo                |
| Pablo Noel         |                          |
| Doris Coll         |                          |
| Rafaela Aparicio   | Actriz                   |
| José María Tasso   | Fotógrafo                |
| Mery Leyva         | Actriz                   |
| Álvaro de Luna     | Chucho                   |
| Bubi Varona        |                          |
| Manuel Velasco     |                          |
| Antonio Martelo    | Baltasar                 |
| Ángel de Andrés    | Empresario teatral       |
| Luis María Hidalgo |                          |
| Joaquín Pamplona   | Cabo de la Guardia Civil |
| Goyo Lebrero       | Camarero                 |
| Concha Goyanes     | Pili                     |
| Jesús Álvarez      | Presentador TV           |
| Juanito Navarro    | Sereno                   |